# Dva a půl chlapa
Dva a půl chlapa (v anglickém originále Two and a Half Men) je americký komediální televizní seriál, oceněný cenou Emmy, který od roku 2003 do roku 2015 vysílala televizní stanice CBS. V Česku byl uveden na TV Nova, později přešel do programu televizní stanice Nova Fun. První díl seriálu měl v USA premiéru 22. září 2003, poslední díl měl premiéru 19. února 2015. Že se seriál rozloučí 12. řadou odvysílanou v sezoně 2014/15, oznámila stanice CBS v květnu 2014.
Hlavním hrdinou je svobodný bohatý mládenec Charlie Harper s krásným domem na pláži, kterým dostane snad každou ženu. Jeho pokojný život je narušen, když se k němu nastěhuje jeho čerstvě rozvedený bratr Alan se svým desetiletým synem Jakem. Spolu čelí různým životním principům a výzvám. V osmé sérii však Charlie tragicky zemře při pobytu v Paříži, když spadne pod soupravu jedoucího metra. Dům, ve kterém bydlel, je na prodej a projeví o něj zájem miliardář Walden Schmidt. Ten si tento dům nakonec i koupí a nechá v něm bydlet Alana s Jakem a později i ostatní Alanovy příbuzné.

## Obsazení

### Hlavní postavy
| Postava          | Představitel         | Řady            | Řady            | Řady            | Řady            | Řady            | Řady            | Řady            | Řady            | Řady            | Řady            | Řady            | Řady            |
| Postava          | Představitel         | 1               | 2               | 3               | 4               | 5               | 6               | 7               | 8               | 9               | 10              | 11              | 12              |
| ---------------- | -------------------- | --------------- | --------------- | --------------- | --------------- | --------------- | --------------- | --------------- | --------------- | --------------- | --------------- | --------------- | --------------- |
| Charlie Harper   | Charlie Sheen        | hlavní          | hlavní          | hlavní          | hlavní          | hlavní          | hlavní          | hlavní          | hlavní          | Does not appear | Does not appear | Does not appear | Does not appear |
| Alan Harper      | Jon Cryer            | hlavní          | hlavní          | hlavní          | hlavní          | hlavní          | hlavní          | hlavní          | hlavní          | hlavní          | hlavní          | hlavní          | hlavní          |
| Jake Harper      | Angus T. Jones       | hlavní          | hlavní          | hlavní          | hlavní          | hlavní          | hlavní          | hlavní          | hlavní          | hlavní          | hlavní          | Does not appear | hostující       |
| Walden Schmidt   | Ashton Kutcher       | Does not appear | Does not appear | Does not appear | Does not appear | Does not appear | Does not appear | Does not appear | Does not appear | hlavní          | hlavní          | hlavní          | hlavní          |
| Berta            | Conchata Ferrell     | vedlejší        | hlavní          | hlavní          | hlavní          | hlavní          | hlavní          | hlavní          | hlavní          | hlavní          | hlavní          | hlavní          | hlavní          |
| Evelyn Harperová | Holland Taylor       | hlavní          | hlavní          | hlavní          | hlavní          | hlavní          | hlavní          | hlavní          | hlavní          | hlavní          | vedlejší        | vedlejší        | vedlejší        |
| Judith Harperová | Marin Hinkle         | hlavní          | hlavní          | hlavní          | hlavní          | hlavní          | hlavní          | hlavní          | hlavní          | hlavní          | vedlejší        | vedlejší        | vedlejší        |
| Rose             | Melanie Lynskey      | hlavní          | hlavní          | vedlejší        | vedlejší        | vedlejší        | vedlejší        | vedlejší        | vedlejší        | vedlejší        | vedlejší        | vedlejší        | vedlejší        |
| Kandi            | April Bowlby         | Does not appear | Does not appear | hostující       | hlavní          | Does not appear | Does not appear | Does not appear | Does not appear | Does not appear | hostující       | Does not appear | hostující       |
| Chelsea          | Jennifer Bini Taylor | Does not appear | Does not appear | Does not appear | Does not appear | Does not appear | vedlejší        | hlavní          | Does not appear | hostující       | Does not appear | Does not appear | hostující       |
| Jenny            | Amber Tamblyn        | Does not appear | Does not appear | Does not appear | Does not appear | Does not appear | Does not appear | Does not appear | Does not appear | Does not appear | Does not appear | hlavní          | vedlejší        |
| Louis            | Edan Alexander       | Does not appear | Does not appear | Does not appear | Does not appear | Does not appear | Does not appear | Does not appear | Does not appear | Does not appear | Does not appear | Does not appear | hlavní          |

Charlie Harper (Charlie Sheen)
Požitkářský sukničkář, který se nikdy neoženil, skladatel reklamní hudby a hudby pro děti. Má sklon dobírat si svého mladšího bratra Alana, který je jeho pravým opakem. Svému synovci Jakeovi dává často rady, které ale nejsou přiměřené jeho věku.
Alan Harper (Jon Cryer)
Alan pracuje jako chiropraktik ve své vlastní ordinaci na klinice v San Fernando Valley. Vlastní vůz značky Volvo a žije v pokoji pro hosty v domě svého bratra Charlieho.
Pokud jde o ženy, je Alan velice stydlivý muž. I když měl již několik milostných vztahů, pokaždé skončily špatně. Tím se liší od bratra Charlieho, který dostane téměř každou známost do postele.
Alanova první žena se jmenuje Judith Melnicková, mají spolu syna Jakea. Poté, co se Alan s Judith rozvedl, musel jí platit alimenty 3 875 dolarů měsíčně. Dva roky po rozvodu poznal Alan Charlieho bývalou milenku Kandi. se kterou se později oženil v Las Vegas. Ale ani tohle manželství Alanovi dlouho nevydrželo. Poté, co po 4 měsících téměř utratili půl milionu dolarů vyhraných při líbánkách v kasinu, se Kandi s Alanem rozvedla.
V 7. sérii Alan potká Lyndsey McElroyovou. Lyndsey má pubertálního syna Eldridge, který se kamarádí s Jakem. Alan se k Lyndsey přestěhuje, avšak hned po nastěhování jí vypálí celý dům. A tak se Alan, Lyndsey, Jake a Eldridge nastěhují k Charliemu. Po opravě svého domu se Lyndsey a Eldridge nastěhují zpátky, Lyndsey dá Alanovi od svého domu klíče, ten se však chová jako blázen, proto mu je sebere a Alan zůstane i s Jakem u Charlieho.
Jake Harper (Angus T. Jones)
Jake je syn Alana a synovec Charlieho. V 1. sérii je mu 10 let. Většinu času stráví hraním videoher, díváním se na televizi a jedením. Ačkoli má svého otce a strýce rád, je k nim často nevrlý (typický teenager).
Walden Schmidt (Ashton Kutcher)
Nová hlavní postava, objeví se v 9. sérii, kdy bude mít po Charlieho smrti zájem o jeho dům. Je popsán jako internetový miliardář se zlomeným srdcem.
Berta (Conchata Ferrell)
Charlieho sarkastická hospodyně..
Evelyn Harperová (Holland Taylor)
Matka Charlieho a Alana, Jakeova babička.
Judith Harperová (Marin Hinkle)
Alanova první exmanželka, matka Jakea.
Rose (Melanie Lynskey)
Charlieho sousedka a pronásledovatelka.
Kandi (April Bowlby)
Alanova druhá exmanželka.
Chelsea (Jennifer Bini Taylor)
Charlieho druhá snoubenka.
Jenny (Amber Tamblynová)
Charlieho dcera.
Louis (Edan Alexander)
Adoptivní syn Waldena a Alana.

### Vedlejší postavy
Dr. Herb Melnick (Ryan Stiles)
Judithin nový manžel, Jakeův nevlastní otec.
Lyndsey McElroyová (Courtney Thorne-Smith)
(Od 7.–12. série) Alanova přítelkyně a matka Eldrige.
Eldrige McElroy (Graham Patrick Martin)
Lyndsein syn a Jakeův kamarád.
Dr. Russell (Martin Mull)
Charlieho drogující lékárník.
Dr. Freemanová (Jane Lynch)
Charlieho psycholožka a poradkyně.
Zoey Hyde-Tottingham-Pierce (Sophie Winkleman)
Waldenova přítelkyně
Mia (Emmanuelle Vaugier)
Charlieho první snoubenka.

## Vysílání
| Řada | Díly | Premiéra v USA | Premiéra v USA  | Premiéra v ČR | Premiéra v ČR |
| Řada | Díly | První díl      | Poslední díl    | První díl     | Poslední díl  |
| ---- | ---- | -------------- | --------------- | ------------- | ------------- |
| 1    | 24   | 22. září 2003  | 24. května 2004 | vysíláno      | vysíláno      |
| 2    | 24   | 20. září 2004  | 23. května 2005 | vysíláno      | vysíláno      |
| 3    | 24   | 19. září 2005  | 22. května 2006 | vysíláno      | vysíláno      |
| 4    | 24   | 18. září 2006  | 14. května 2007 | vysíláno      | vysíláno      |
| 5    | 19   | 24. září 2007  | 19. května 2008 | vysíláno      | vysíláno      |
| 6    | 24   | 22. září 2008  | 18. května 2009 | vysíláno      | vysíláno      |
| 7    | 22   | 21. září 2009  | 24. května 2010 | vysíláno      | vysíláno      |
| 8    | 16   | 20. září 2010  | 14. února 2011  | vysíláno      | vysíláno      |
| 9    | 24   | 19. září 2011  | 14. května 2012 | vysíláno      | vysíláno      |
| 10   | 23   | 27. září 2012  | 9. května 2013  | vysíláno      | vysíláno      |
| 11   | 22   | 26. září 2013  | 8. května 2014  | vysíláno      | vysíláno      |
| 12   | 16   | 30. října 2014 | 19. února 2015  | vysíláno      | vysíláno      |

## Statistiky

### Ocenění
Tato relace byla 23× nominována na cenu Emmy a 2× na Zlatý glóbus.

#### Další nominace
- Nejlepší herec ve vedlejší roli – komediální seriál (Emmy) – Conchata Ferrell (Berta; 2005, 2007) & Holland Taylor (Evelyn; 2005, 2007, 2008)
- Nejlepší herec v hlavní roli – komediální seriál (Emmy) – Charlie Sheen (Charlie; 2006, 2007, 2008)
- Nejlepší výkon herce v televizních seriálech – komediální seriál (Golden Globe) – Charlie Sheen (Charlie; 2005, 2006)
- Nejlepší herec ve vedlejší roli – komediální seriál – Jon Cryer (Alan; 2006, 2007, 2008)

### Sledovanost v USA
| Série | vysílací čas                                                                     | první uvedení | poslední uvedení | sezóna (rok) | hodnocení | sledovanost (v mil.) |
| ----- | -------------------------------------------------------------------------------- | ------------- | ---------------- | ------------ | --------- | -------------------- |
| 1.    | Každé pondělí ve 21.30 (pacifický a východoamerický čas) / 20.30 (centrální čas) | 22. září 2003 | 24. května 2004  | 2003–2004    | #15       | 15,3                 |
| 2.    | Každé pondělí ve 21.30 (pacifický a východoamerický čas) / 20.30 (centrální čas) | 20. září 2004 | 23. května 2005  | 2004–2005    | #11       | 16,5                 |
| 3.    | Každé pondělí ve 21.00 (pacifický a východoamerický čas) / 20.00 (centrální čas) | 19. září 2005 | 22. května 2006  | 2005–2006    | #17       | 15,1                 |
| 4.    | Každé pondělí ve 21.00 (pacifický a východoamerický čas) / 20.00 (centrální čas) | 18. září 2006 | 22. května 2007  | 2006–2007    | #19       | 14,4                 |
| 5.    | Každé pondělí ve 21.00 (pacifický a východoamerický čas) / 20.00 (centrální čas) | 14. září 2007 | 19. května 2008  | 2007–2008    | #16       | 13,6                 |
| 6.    | Každé pondělí ve 21.00 (pacifický a východoamerický čas) / 20.00 (centrální čas) | 22. září 2008 | 18. května 2009  | 2008–2009    | #10       | 15,1                 |
| 7.    | Každé pondělí ve 21.00 (pacifický a východoamerický čas) / 20.00 (centrální čas) | 21. září 2009 | 24. května 2010  | 2009–2010    | #11       | 14,95                |
| 8.    | Každé pondělí ve 21.00 (pacifický a východoamerický čas) / 20.00 (centrální čas) | 20. září 2010 | 14. února 2011   | 2010–2011    | #17       | 12,73                |
| 9.    | Každé pondělí ve 21.00 (pacifický a východoamerický čas) / 20.00 (centrální čas) | 19. září 2011 | 14. května 2012  | 2011–2012    | #11       | 14.64                |
| 10.   | Každý čtvrtek ve 20.30 (pacifický a východoamerický čas) / 19.30 (centrální čas) | 27. září 2012 | květen 2013      | 2012–2013    | #?        | ?                    |

## Zajímavosti
- Ačkoli hraje Jon Cryer mladšího bratra je ve skutečnosti o několik měsíců starší.
- Ani jeden z hlavních představitelů sitcomu nezpívá úvodní píseň seriálu, i když si to mnoho lidí myslí.
- Oba hlavní protagonisté (Jon Cryer, Charlie Sheen) předtím spolupracovali na filmu Žhavé výstřely 1.
- Existuje crossover epizoda (Fish in a Drawer; série V, ep. 17) s dramaticko-kriminalistickým seriálem CSI Las Vegas, kdy se scenáristicky a producentsky na tomto díle podíleli scenáristé CSI a Dva a půl chlapa; svou cameo roli tu měl i herec George Eads, herecký představitel kriminalisty Nicka Stokese.
- V domě, resp. kuchyni Charlieho není myčka na nádobí.
- Charlie Sheen ve skutečnosti neumí hrát na klavír.

## Český dabing
| Postava              | představitel     | český dabér                                                                 |
| -------------------- | ---------------- | --------------------------------------------------------------------------- |
| Charlie Harper       | Charlie Sheen    | Gustav Bubník                                                               |
| Alan Harper          | Jon Cryer        | Josef Carda                                                                 |
| Jake Harper          | Angus T. Jones   | Jan Rimbala (1. – 7. série) Jan Nedvěd (8.– 12. série)                      |
| Walden Schmidt       | Ashton Kutcher   | Filip Švarc                                                                 |
| Judith Harperová     | Marin Hinkle     | Hana Ševčíková                                                              |
| Evelyn Harperová     | Holland Taylor   | Hana Talpová                                                                |
| Berta                | Conchata Ferrell | Olga Želenská                                                               |
| vedlejší mužské role | různí            | Petr Pospíchal, Jiří Valšuba, Pavel Vondra, Bedřich Šetena, Stanislav Lehký |

## 8. a 9. řada
Natáčení osmé série bylo v lednu pozastaveno kvůli problémům Charlieho Sheena s drogami. Později byl oficiálně vyhozen ze seriálu Dva a půl chlapa scenáristou Chuckem Lorrem. Osmá série tak skončila 16. epizodou, kdy Charlie jede s Rose do Paříže. Chuck Lorre oznámil, že seriál nekončí a bude pokračovat i bez Sheena. Kauza měla pokračování na podzim 2013, kdy Sheen oznámil, že by se chtěl s Lorrem usmířit, každopádně se hned v lednu 2014 pustil do svého následovníka v hlavní roli na Twitteru a je vidět, že se se svým koncem v seriálu stále nesmířil. Jeho původní role byla nabídnuta mnoha celebritám, mezi nimi byl i Hugh Grant. Roli nakonec získal americký herec Ashton Kutcher, který ale nenahradí Charlieho roli a bude hrát roli novou. Chuck Lorre oznámil, že 9. série začne Charlieho pohřbem. Na výletu v Paříži totiž Charlieho usmrtí vlak. Kutcher bude hrát Waldena Schmidta, internetového miliardáře se zlomeným srdcem, který po Charlieho smrti bude mít zájem o jeho dům. Veškeré ostatní postavy (Alan, Jake, Berta…) v seriálu budou pokračovat.
9. řada měla v USA premiéru 19. září 2011. První epizoda deváté série Nice To Meet You Walden Schmidt byla s 28,74 miliony diváků nejsledovanější epizodou celého seriálu.